# سالي ديكسون
سالي ديكسون (بالإنجليزية: Sally Dixon)‏ هي مؤرخة أمريكية، ولدت في 25 فبراير 1932 في سياتل في الولايات المتحدة.